# تجارة صوتية
التجارة الصوتية (بالإنجليزية: Voice-Commerce) هو مصطلح ابتدعته شركة نيوانس كومينيكيشن،  كمصطلح شامل لاستخدام خاصية التعرف على الكلام لأخذها بعين الاعتبار في الخدمات التي تعمل بالصوت، بما في ذلك الاتصال الهاتفي وتصفح الإنترنت واسترجاع البريد الإلكتروني. ووجدت شركة نيوانس، جنبًا إلى جنب مع شركات أخرى، أن تحالف التجارة الصوتية (V-Commerce Alliance) يعتزم تعزيز إطار عمل لهذه الخدمة.
وعلى الرغم من أن مثل هذه الأجهزة عادة ما يكون لديها عدد محدد ومخصص من المفردات المستخدمة لأوامر، فإن استخدام التجارة الصوتية ينطوي على مفردات أكثر تفصيلاً من مجرد قول «نعم» أو «لا»، أو مجرد نطق رقم. 